# Omar Tanoni
Omar Luis Tanoni (Bombal, Provincia de Santa Fe; 23 de julio de 1975) es un expiloto argentino de automovilismo.
Inició su carrera deportiva compitiendo en categorías zonales, posponiendola luego para acompañar la carrera deportiva de su hermano mayor Walter Tanoni. Su carrera volvería a proyectarse, pero a nivel nacional, debido a principalmente a la trágica muerte de su hermano en el año 2000, hecho que meses más tarde convertiría a Walter en el primer campeón post mortem de la Clase 3 del Turismo Nacional. Tras su debut en 2000, Omar continuaría en el año 2001 dentro de la Clase 3 del Turismo Nacional, obteniendo el subcampeonato al comando de un Ford Escort XR3 atendido por la escudería de su familia. Al año siguiente, en la temporada 2002 y a la par de su incursión en el TN, se daría su ingreso y debut a la máxima categoría del automovilismo argentino, el Turismo Carretera, donde se presentaría a competir al comando de un Chevrolet Chevy. Con esta unidad, conseguiría su único triunfo en TC en la competencia corrida el 22 de mayo de 2005 en el Autódromo Parque Ciudad de Río Cuarto, ingresando de esta manera como el ganador número 186 del historial de ganadores de la categoría. En el año 2008 y tras seis años compitiendo con Chevrolet, anuncia su pase a la marca Ford, presentando una unidad Ford Falcon. Con este modelo competiría, ya sin el brillo que supiera demostrar en sus primeros años, hasta anunciar su retiro definitivo en el año 2012.

## Trayectoria
| Año  | Categoría                                     | Automóvil       |
| ---- | --------------------------------------------- | --------------- |
| 2000 | Debut en la Clase 3 del Turismo Nacional      | Ford Escort XR3 |
| 2001 | Subcampeón de la Clase 3 del Turismo Nacional | Ford Escort XR3 |
| 2002 | Clase 3 del Turismo Nacional                  | Ford Focus      |
| 2002 | Debut en Turismo Carretera, 5 carreras        | Chevrolet Chevy |
| 2003 | Turismo Carretera                             | Chevrolet Chevy |
| 2004 | Turismo Carretera                             | Chevrolet Chevy |
| 2005 | Turismo Carretera                             | Chevrolet Chevy |
| 2006 | Turismo Carretera                             | Chevrolet Chevy |
| 2006 | Top Race V6, 1 carrera                        | Peugeot 406     |
| 2007 | Turismo Carretera                             | Chevrolet Chevy |
| 2008 | Turismo Carretera                             | Ford Falcon     |
| 2009 | Turismo Carretera                             | Ford Falcon     |
| 2010 | Turismo Carretera                             | Ford Falcon     |
| 2011 | Turismo Carretera                             | Ford Falcon     |
| 2012 | Turismo Carretera, 3 carreras                 | Ford Falcon     |

- [5]

## Palmarés
| Título     | Categoría                    | Automóvil       | Temporada |
| ---------- | ---------------------------- | --------------- | --------- |
| Subcampeón | Clase 3 del Turismo Nacional | Ford Escort XR3 | 2001      |

### Victoria en el TC
| Fecha              | Circuito                              | Automóvil       | Promedio     |
| ------------------ | ------------------------------------- | --------------- | ------------ |
| 22 de mayo de 2005 | Autódromo Parque Ciudad de Río Cuarto | Chevrolet Chevy | 135.267 Km/h |